# Vita sperduta
Vita sperduta è un singolo del gruppo musicale italiano Fast Animals and Slow Kids, pubblicato l'11 marzo 2022 in occasione dell'imminente tour nazionale. Il 16 marzo è uscito su YouTube un lyric video della canzone.

## Tracce
Testi e musiche di Aimone Romizi, Alessandro Guercini, Jacopo Gigliotti, Alessio Mingoli.
1. Vita sperduta – 3:37

## Formazione
- Aimone Romizi – voce
- Alessandro Guercini – chitarra
- Jacopo Gigliotti – basso
- Alessio Mingoli – batteria, seconda voce